# 1999-es ifjúsági labdarúgó-világbajnokság
Az 1999-es ifjúsági labdarúgó-világbajnokságot április 3. és április 24. között rendezték Nigériában. A világbajnokságon 24 csapat vett részt. A tornát a spanyol csapat nyerte meg.

## Résztvevők
| Konföderáció                                      | Csapatok                                                                    |
| ------------------------------------------------- | --------------------------------------------------------------------------- |
| AFC (Ázsia)                                       | Dél-Korea · Japán · Kazahsztán · Szaúd-Arábia                               |
| CAF (Afrika)                                      | Ghána · Kamerun · Mali · Zambia                                             |
| CONCACAF (Észak és Közép-amerikai, Karibi térség) | Costa Rica · Egyesült Államok · Honduras · Mexikó                           |
| CONMEBOL (Dél-Amerika)                            | Argentína · Brazília · Paraguay · Uruguay                                   |
| OFC (Óceánia)                                     | Ausztrália                                                                  |
| UEFA (Európa)                                     | Anglia · Horvátország · Írország · Németország · Portugália · Spanyolország |
| Rendező ország                                    | Nigéria                                                                     |

## Játékvezetők
| Afrika - Mourad Daami - Mohammed Kezzáz - Olufunmi Orimisan Olaniyan Ázsia - Ahmad Nabil Ayad - Lu Csün Dél-Amerika - Gustavo Méndez - Ángel Sánchez - Carlos Simon | Észak-, Közép-Amerika és a Karibi-térség - William Mattus - Felipe Ramos Európa - Arturo Dauden Ibáñez - Claus Bo Larsen - Sergei Shmolik - Zeljko Siric - Jan Wegereef Óceánia - Simon Micallef |

## Csoportkör
A csoportokból az első két helyezett, illetve a négy legjobb harmadik helyezett jutott tovább a nyolcaddöntőbe. Onnantól egyenes kieséses rendszerben folytatódott a torna.
| Jelmagyarázat |
| --- |
| A csoportok első két helyezettje bejutott az egyenes kieséses szakaszba                                               |
| A csoportok négy legjobb harmadik helyezettje bejutott az egyenes kieséses szakaszba                                  |
| A csoportok két legrosszabb harmadik helyezettjének és a csoportok negyedik helyezettjének véget ért a világbajnokság |

### A csoport
| Csapat      | M | Gy | D | V | G+ | G– | Gk | P |
| ----------- | - | -- | - | - | -- | -- | -- | - |
| Paraguay    | 3 | 2  | 0 | 1 | 5  | 6  | –1 | 6 |
| Nigéria     | 3 | 1  | 1 | 1 | 4  | 3  | +1 | 4 |
| Costa Rica  | 3 | 1  | 1 | 1 | 4  | 5  | –1 | 4 |
| Németország | 3 | 1  | 0 | 2 | 5  | 4  | +1 | 3 |

| 1999. április 3. 16:00 |

| Nigéria      | 1–1               | Costa Rica              |
| ------------ | ----------------- | ----------------------- |
| Aghahowa 20' | (0–0) Jegyzőkönyv | Meléndez 83' (11-esből) |

| National Stadium, Lagos Nézőszám: 37 500 Játékvezető: Siarhei Shmolik (fehérorosz) |

| 1999. április 4. 16:00 |

| Németország               | 4–0               | Paraguay |
| ------------------------- | ----------------- | -------- |
| Kern 44' 60' 69' Falk 90' | (1–0) Jegyzőkönyv |          |

| National Stadium, Lagos Nézőszám: 2500 Játékvezető: Mohammed Kezzáz (marokkói) |

| 1999. április 7. 16:00 |

| Nigéria              | 2–0               | Németország |
| -------------------- | ----------------- | ----------- |
| Shittu 69' Garba 81' | (0–0) Jegyzőkönyv |             |

| National Stadium, Lagos Nézőszám: 20 000 Játékvezető: Ángel Sánchez (argentin) |

| 1999. április 7. 19:00 |

| Costa Rica | 1–3               | Paraguay                           |
| ---------- | ----------------- | ---------------------------------- |
| Garita 30' | (1–1) Jegyzőkönyv | Santa Cruz 26' Vera 50' Cuevas 66' |

| National Stadium, Lagos Nézőszám: 18 000 Játékvezető: Jan Wegereef (holland) |

| 1999. április 10. 16:00 |

| Nigéria    | 1–2               | Paraguay                   |
| ---------- | ----------------- | -------------------------- |
| Shittu 38' | (1–2) Jegyzőkönyv | Fernández 9' Maldonado 22' |

| National Stadium, Lagos Nézőszám: 25 000 Játékvezető: Jan Wegereef (holland) |

| 1999. április 10. 19:00 |

| Costa Rica             | 2–1               | Németország |
| ---------------------- | ----------------- | ----------- |
| Brenes 33' Santana 69' | (1–1) Jegyzőkönyv | Timm 38'    |

| National Stadium, Lagos Nézőszám: 22 000 Játékvezető: Ángel Sánchez (argentin) |

### B csoport
| Csapat       | M | Gy | D | V | G+ | G– | Gk | P |
| ------------ | - | -- | - | - | -- | -- | -- | - |
| Ghána        | 3 | 2  | 1 | 0 | 5  | 1  | +4 | 7 |
| Horvátország | 3 | 1  | 2 | 0 | 6  | 2  | +4 | 5 |
| Argentína    | 3 | 1  | 1 | 1 | 1  | 1  | 0  | 4 |
| Kazahsztán   | 3 | 0  | 0 | 3 | 1  | 9  | –8 | 0 |

| 1999. április 4. 16:00 |

| Ghána           | 1–1               | Horvátország |
| --------------- | ----------------- | ------------ |
| Ofori-Quaye 68' | (0–1) Jegyzőkönyv | Deranja 22'  |

| Ahmadou Bello Stadion, Kaduna Nézőszám: 16 000 Játékvezető: Lu Csün (kínai) |

| 1999. április 4. 19:00 |

| Argentína     | 1–0               | Kazahsztán |
| ------------- | ----------------- | ---------- |
| Cambiasso 44' | (1–0) Jegyzőkönyv |            |

| Ahmadou Bello Stadion, Kaduna Nézőszám: 16 000 Játékvezető: Claus Bo Larsen (dán) |

| 1999. április 7. 16:00 |

| Ghána           | 1–0               | Argentína |
| --------------- | ----------------- | --------- |
| Ofori-Quaye 76' | (0–0) Jegyzőkönyv |           |

| Ahmadou Bello Stadion, Kaduna Nézőszám: 5000 Játékvezető: Claus Bo Larsen (dán) |

| 1999. április 7. 19:00 |

| Horvátország                                                   | 5–1               | Kazahsztán   |
| -------------------------------------------------------------- | ----------------- | ------------ |
| Deranja 7' Miladin 11' Sabolčki 34' Banović 79' Bjelanović 88' | (3–0) Jegyzőkönyv | Urazayev 67' |

| Ahmadou Bello Stadion, Kaduna Nézőszám: 5000 Játékvezető: Lu Csün (kínai) |

| 1999. április 10. 16:00 |

| Ghána                | 3–0               | Kazahsztán |
| -------------------- | ----------------- | ---------- |
| Gyan 51' 69' Adu 53' | (0–0) Jegyzőkönyv |            |

| Ahmadou Bello Stadion, Kaduna Nézőszám: 2000 Játékvezető: Claus Bo Larsen (dán) |

| 1999. április 10. 19:00 |

| Horvátország | 0–0         | Argentína |
| ------------ | ----------- | --------- |
|              | Jegyzőkönyv |           |

| Ahmadou Bello Stadion, Kaduna Nézőszám: 4000 Játékvezető: Lu Csün (kínai) |

### C csoport
| Csapat       | M | Gy | D | V | G+ | G– | Gk | P |
| ------------ | - | -- | - | - | -- | -- | -- | - |
| Mexikó       | 3 | 2  | 1 | 0 | 5  | 2  | +3 | 7 |
| Írország     | 3 | 2  | 0 | 1 | 6  | 1  | +5 | 6 |
| Ausztrália   | 3 | 1  | 0 | 2 | 4  | 8  | –4 | 3 |
| Szaúd-Arábia | 3 | 0  | 1 | 2 | 2  | 6  | –4 | 1 |

| 1999. április 4. 16:00 |

| Ausztrália                                  | 3–1               | Szaúd-Arábia |
| ------------------------------------------- | ----------------- | ------------ |
| Culina 29' Maisano 72' Al-Garni 77' (öngól) | (1–0) Jegyzőkönyv | Dabo 90'     |

| Liberty Stadium, Ibadan Nézőszám: 2000 Játékvezető: Gustavo Méndez (uruguayi) |

| 1999. április 4. 19:00 |

| Mexikó      | 1–0               | Írország |
| ----------- | ----------------- | -------- |
| Márquez 10' | (1–0) Jegyzőkönyv |          |

| Liberty Stadium, Ibadan Nézőszám: 3000 Játékvezető: Carlos Simon (brazil) |

| 1999. április 7. 16:00 |

| Ausztrália     | 1–3               | Mexikó                                 |
| -------------- | ----------------- | -------------------------------------- |
| Sterjovski 45' | (1–1) Jegyzőkönyv | Márquez 2' J. Rodríguez 58' Osorno 83' |

| Liberty Stadium, Ibadan Nézőszám: 500 Játékvezető: Carlos Simon (brazil) |

| 1999. április 7. 19:00 |

| Szaúd-Arábia | 0–2               | Írország             |
| ------------ | ----------------- | -------------------- |
|              | (0–1) Jegyzőkönyv | McPhail 42' Duff 65' |

| Liberty Stadium, Ibadan Nézőszám: 1000 Játékvezető: Gustavo Méndez (uruguayi) |

| 1999. április 10. 16:00 |

| Ausztrália | 0–4               | Írország                                    |
| ---------- | ----------------- | ------------------------------------------- |
|            | (0–1) Jegyzőkönyv | Sadlier 20' Duff 73' Healy 74' Crossley 90' |

| Liberty Stadium, Ibadan Nézőszám: 80ittanézőszámezer0 Játékvezető: Gustavo Méndez (uruguayi) |

| 1999. április 10. 19:00 |

| Szaúd-Arábia | 1–1               | Mexikó          |
| ------------ | ----------------- | --------------- |
| Al-Saqri 37' | (1–1) Jegyzőkönyv | L. González 30' |

| Liberty Stadium, Ibadan Nézőszám: 2000 Játékvezető: Siarhei Shmolik (fehérorosz) |

### D csoport
| Csapat     | M | Gy | D | V | G+ | G– | Gk | P |
| ---------- | - | -- | - | - | -- | -- | -- | - |
| Mali       | 3 | 2  | 0 | 1 | 6  | 6  | 0  | 6 |
| Portugália | 3 | 1  | 1 | 1 | 4  | 3  | +1 | 4 |
| Uruguay    | 3 | 1  | 1 | 1 | 2  | 2  | 0  | 4 |
| Dél-Korea  | 3 | 1  | 0 | 2 | 5  | 6  | –1 | 3 |

| 1999. április 5. 16:00 |

| Uruguay       | 1–2               | Mali                 |
| ------------- | ----------------- | -------------------- |
| Chevantón 65' | (0–0) Jegyzőkönyv | Camara 51' Dissa 90' |

| Nnamdi Azikiwe Stadium, Enugu Nézőszám: 16 000 Játékvezető: Zeljko Siric (horvát) |

| 1999. április 5. 19:00 |

| Dél-Korea    | 1–3               | Portugália                            |
| ------------ | ----------------- | ------------------------------------- |
| Kim K.H. 37' | (1–1) Jegyzőkönyv | R. Sousa 27' Simão 85' 90' (11-esből) |

| Nnamdi Azikiwe Stadium, Enugu Nézőszám: 10 000 Játékvezető: Ahmad Nabil Ayad (libanoni) |

| 1999. április 8. 16:00 |

| Uruguay      | 1–0               | Dél-Korea |
| ------------ | ----------------- | --------- |
| Chevantón 3' | (1–0) Jegyzőkönyv |           |

| Nnamdi Azikiwe Stadium, Enugu Nézőszám: 6000 Játékvezető: Željko Širić (horvát) |

| 1999. április 8. 19:00 |

| Mali                                    | 2–1               | Portugália   |
| --------------------------------------- | ----------------- | ------------ |
| Am. Coulibaly 15' (11-esből) Ndiaye 45' | (2–0) Jegyzőkönyv | P. Costa 55' |

| Nnamdi Azikiwe Stadium, Enugu Nézőszám: 6000 Játékvezető: Ahmad Nabil Ayad (libanoni) |

| 1999. április 11. 16:00 |

| Uruguay | 0–0         | Portugália |
| ------- | ----------- | ---------- |
|         | Jegyzőkönyv |            |

| Nnamdi Azikiwe Stadium, Enugu Nézőszám: 4000 Játékvezető: Olufunmi Orimisan Olaniyan (nigériai) |

| 1999. április 11. 19:00 |

| Mali                   | 2–4               | Dél-Korea                                            |
| ---------------------- | ----------------- | ---------------------------------------------------- |
| Dissa 57' Bagayoko 60' | (0–3) Jegyzőkönyv | Seol K.H. 3' 35' Na H.K. 22' (11-esből) Lee D.G. 69' |

| Nnamdi Azikiwe Stadium, Enugu Nézőszám: 4000 Játékvezető: Željko Širić (horvát) |

### E csoport
| Csapat           | M | Gy | D | V | G+ | G– | Gk | P |
| ---------------- | - | -- | - | - | -- | -- | -- | - |
| Japán            | 3 | 2  | 0 | 1 | 6  | 3  | +3 | 6 |
| Egyesült Államok | 3 | 2  | 0 | 1 | 5  | 4  | +1 | 6 |
| Kamerun          | 3 | 2  | 0 | 1 | 4  | 4  | 0  | 6 |
| Anglia           | 3 | 0  | 0 | 3 | 0  | 4  | –4 | 0 |

| 1999. április 5. 16:00 |

| Kamerun       | 2–1               | Japán        |
| ------------- | ----------------- | ------------ |
| Komol 72' 89' | (0–0) Jegyzőkönyv | Takahara 51' |

| Sani Abacha Stadium, Kano Nézőszám: 12 000 Játékvezető: William Mattus (costa rica-i) |

| 1999. április 5. 19:00 |

| Anglia | 0–1               | Egyesült Államok |
| ------ | ----------------- | ---------------- |
|        | (0–1) Jegyzőkönyv | Califf 12'       |

| Sani Abacha Stadium, Kano Nézőszám: 19 000 Játékvezető: Mourad Daami (tunéziai) |

| 1999. április 8. 16:00 |

| Kamerun            | 1–0               | Anglia |
| ------------------ | ----------------- | ------ |
| Cooper 63' (öngól) | (0–0) Jegyzőkönyv |        |

| Sani Abacha Stadium, Kano Nézőszám: 12 000 Játékvezető: William Mattus (costa rica-i) |

| 1999. április 8. 19:00 |

| Japán                                           | 3–1               | Egyesült Államok |
| ----------------------------------------------- | ----------------- | ---------------- |
| Downing 10' (öngól) Takahara 51' Ogaszavara 85' | (1–0) Jegyzőkönyv | Futagaki 74'     |

| Abubarkar Tafawa Balewa Stadium, Bauchi Nézőszám: 9000 Játékvezető: Arturo Dauden Ibáñez (spanyol) |

| 1999. április 11. 16:00 |

| Kamerun   | 1–3               | Egyesült Államok               |
| --------- | ----------------- | ------------------------------ |
| Kioyo 63' | (0–1) Jegyzőkönyv | Twellman 38' 79' Bocanegra 57' |

| Abubarkar Tafawa Balewa Stadium, Bauchi Nézőszám: 9000 Játékvezető: Arturo Dauden Ibáñez (spanyol) |

| 1999. április 11. 19:00 |

| Japán               | 2–0               | Anglia |
| ------------------- | ----------------- | ------ |
| Isikava 39' Ono 48' | (1–0) Jegyzőkönyv |        |

| Abubarkar Tafawa Balewa Stadium, Bauchi Nézőszám: 9000 Játékvezető: Mourad Daami (tunéziai) |

### F csoport
| Csapat        | M | Gy | D | V | G+ | G– | Gk | P |
| ------------- | - | -- | - | - | -- | -- | -- | - |
| Spanyolország | 3 | 2  | 1 | 0 | 5  | 1  | +4 | 7 |
| Brazília      | 3 | 2  | 0 | 1 | 8  | 3  | +5 | 6 |
| Zambia        | 3 | 1  | 1 | 1 | 5  | 8  | –3 | 4 |
| Honduras      | 3 | 0  | 0 | 3 | 4  | 10 | –6 | 0 |

| 1999. április 5. 16:00 |

| Zambia                                 | 4–3               | Honduras                 |
| -------------------------------------- | ----------------- | ------------------------ |
| Makayi 19' Makufi 44' 55' Mbambara 72' | (2–2) Jegyzőkönyv | Suazo 9' de León 41' 74' |

| Calabar Nézőszám: 12 000 Játékvezető: Simon Micallef (ausztrál) |

| 1999. április 5. 19:00 |

| Spanyolország | 2–0               | Brazília |
| ------------- | ----------------- | -------- |
| Gabri 15' 33' | (2–0) Jegyzőkönyv |          |

| Calabar Nézőszám: 12 000 Játékvezető: Felipe Ramos (mexikói) |

| 1999. április 8. 16:00 |

| Zambia | 0–0         | Spanyolország |
| ------ | ----------- | ------------- |
|        | Jegyzőkönyv |               |

| Calabar Nézőszám: 8000 Játékvezető: Felipe Ramos (mexikói) |

| 1999. április 8. 19:00 |

| Honduras | 0–3               | Brazília                  |
| -------- | ----------------- | ------------------------- |
|          | (0–2) Jegyzőkönyv | Edu 36' 80' Matuzalém 41' |

| Port Harcourt Nézőszám: 16 000 Játékvezető: Olufunmi Orimisan Olaniyan (nigériai) |

| 1999. április 11. 16:00 |

| Zambia      | 1–5               | Brazília                                                           |
| ----------- | ----------------- | ------------------------------------------------------------------ |
| Sinkala 39' | (1–2) Jegyzőkönyv | Ronaldinho 27' Aurélio 45' Baiano 65' Mancini 69' Rodrigo Gral 80' |

| Port Harcourt Nézőszám: 16 000 Játékvezető: Simon Micallef (ausztrál) |

| 1999. április 11. 19:00 |

| Honduras  | 1–3               | Spanyolország                                 |
| --------- | ----------------- | --------------------------------------------- |
| Oliva 76' | (0–3) Jegyzőkönyv | Pablo 10' Varela 26' Rubén Suárez Estrada 31' |

| Port Harcourt Nézőszám: 16 000 Játékvezető: Mohammed Kezzáz (marokkói) |

### Harmadik helyezett csapatok sorrendje
| Jelmagyarázat                                                                        |
| ------------------------------------------------------------------------------------ |
| A csoportok négy legjobb harmadik helyezettje bejutott az egyenes kieséses szakaszba |
| A csoportok két legrosszabb harmadik helyezettjének véget ért a világbajnokság       |

| Csoport | Csapat     | M | Gy | D | V | G+ | G– | Gk | P |
| ------- | ---------- | - | -- | - | - | -- | -- | -- | - |
| E       | Kamerun    | 3 | 2  | 0 | 1 | 4  | 4  | 0  | 6 |
| D       | Uruguay    | 3 | 1  | 1 | 1 | 2  | 2  | 0  | 4 |
| B       | Argentína  | 3 | 1  | 1 | 1 | 1  | 1  | 0  | 4 |
| A       | Costa Rica | 3 | 1  | 1 | 1 | 4  | 5  | –1 | 4 |
| F       | Zambia     | 3 | 1  | 1 | 1 | 5  | 8  | –3 | 4 |
| C       | Ausztrália | 3 | 1  | 0 | 2 | 4  | 8  | –4 | 3 |

## Egyenes kieséses szakasz
|  |                             |                  |                      |                     |                      |                      |                      |               |               |               |                     |                     |                     |  |  |       |       |       |
|  | Nyolcaddöntők               | Nyolcaddöntők    | Nyolcaddöntők        |                     |                      | Negyeddöntők         | Negyeddöntők         | Negyeddöntők  |               |               | Elődöntők           | Elődöntők           | Elődöntők           |  |  | Döntő | Döntő | Döntő |
|  | Nyolcaddöntők               | Nyolcaddöntők    | Nyolcaddöntők        |                     |                      | Negyeddöntők         | Negyeddöntők         | Negyeddöntők  |               |               | Elődöntők           | Elődöntők           | Elődöntők           |  |  | Döntő | Döntő | Döntő |
|  | április 14. – Lagos         |                  |                      |                     |                      |                      |                      |               |               |               |                     |                     |                     |  |  |       |       |       |
|  |                             |                  |                      |                     |                      |                      |                      |               |               |               |                     |                     |                     |  |  |       |       |       |
|  | A1                          | Paraguay         | 2 (09)               |                     |                      |                      |                      |               |               |               |                     |                     |                     |  |  |       |       |       |
|  | A1                          | Paraguay         | 2 (09)               | április 18. – Lagos |                      |                      |                      |               |               |               |                     |                     |                     |  |  |       |       |       |
|  | CDE3                        | Uruguay          | 2 (10)               |                     |                      |                      |                      |               |               |               |                     |                     |                     |  |  |       |       |       |
|  | CDE3                        | Uruguay          | 2 (10)               |                     |                      | Uruguay              | Uruguay              | 2             |               |               |                     |                     |                     |  |  |       |       |       |
|  | április 14. – Calabar       |                  |                      |                     |                      | Uruguay              | Uruguay              | 2             |               |               |                     |                     |                     |  |  |       |       |       |
|  |                             |                  | Brazília             | Brazília            | 1                    |                      |                      |               |               |               |                     |                     |                     |  |  |       |       |       |
|  | F2                          | Brazília         | Brazília             | Brazília            | 1                    | 4                    |                      |               |               |               |                     |                     |                     |  |  |       |       |       |
|  | F2                          | Brazília         |                      |                     |                      | 4                    | április 21. – Lagos  |               |               |               |                     |                     |                     |  |  |       |       |       |
|  | B2                          | Horvátország     | 0                    |                     |                      |                      |                      |               |               |               |                     |                     |                     |  |  |       |       |       |
|  | B2                          | Horvátország     | 0                    |                     |                      | Uruguay              | Uruguay              | 1             |               |               |                     |                     |                     |  |  |       |       |       |
|  | április 15. – Bauchi        |                  |                      |                     |                      | Uruguay              | Uruguay              | 1             |               |               |                     |                     |                     |  |  |       |       |       |
|  |                             |                  | Japán                | Japán               | 2                    |                      |                      |               |               |               |                     |                     |                     |  |  |       |       |       |
|  | E1                          | Japán            | Japán                | Japán               | 2                    | 1 (5)                |                      |               |               |               |                     |                     |                     |  |  |       |       |       |
|  | E1                          | Japán            | április 18. – Ibadan |                     |                      | 1 (5)                |                      |               |               |               |                     |                     |                     |  |  |       |       |       |
|  | D2                          | Portugália       | 1 (4)                |                     |                      |                      |                      |               |               |               |                     |                     |                     |  |  |       |       |       |
|  | D2                          | Portugália       | 1 (4)                |                     |                      | Japán                | Japán                | 2             |               |               |                     |                     |                     |  |  |       |       |       |
|  | április 15. – Ibadan        |                  |                      |                     |                      | Japán                | Japán                | 2             |               |               |                     |                     |                     |  |  |       |       |       |
|  |                             |                  | Mexikó               | Mexikó              | 0                    |                      |                      |               |               |               |                     |                     |                     |  |  |       |       |       |
|  | C1                          | Mexikó           | Mexikó               | Mexikó              | 0                    | 4                    |                      |               |               |               |                     |                     |                     |  |  |       |       |       |
|  | C1                          | Mexikó           |                      |                     |                      | 4                    | április 24. – Lagos  |               |               |               |                     |                     |                     |  |  |       |       |       |
|  | ABF3                        | Argentína        | 1                    |                     |                      |                      |                      |               |               |               |                     |                     |                     |  |  |       |       |       |
|  | ABF3                        | Argentína        | 1                    |                     |                      | Japán                | Japán                | 0             |               |               |                     |                     |                     |  |  |       |       |       |
|  | április 15. – Enugu         |                  |                      |                     |                      | Japán                | Japán                | 0             |               |               |                     |                     |                     |  |  |       |       |       |
|  |                             |                  | Spanyolország        | Spanyolország       | 4                    |                      |                      |               |               |               |                     |                     |                     |  |  |       |       |       |
|  | D1                          | Mali             | Spanyolország        | Spanyolország       | 4                    | 5                    |                      |               |               |               |                     |                     |                     |  |  |       |       |       |
|  | D1                          | Mali             | április 18. – Enugu  |                     |                      | 5                    |                      |               |               |               |                     |                     |                     |  |  |       |       |       |
|  | BEF3                        | Kamerun          | 4                    |                     |                      |                      |                      |               |               |               |                     |                     |                     |  |  |       |       |       |
|  | BEF3                        | Kamerun          | 4                    |                     |                      | Mali                 | Mali                 | 3             |               |               |                     |                     |                     |  |  |       |       |       |
|  | április 14. – Kano          |                  |                      |                     |                      | Mali                 | Mali                 | 3             |               |               |                     |                     |                     |  |  |       |       |       |
|  |                             |                  | Nigéria              | Nigéria             | 1                    |                      |                      |               |               |               |                     |                     |                     |  |  |       |       |       |
|  | C2                          | Írország         | Nigéria              | Nigéria             | 1                    | 1 (3)                |                      |               |               |               |                     |                     |                     |  |  |       |       |       |
|  | C2                          | Írország         |                      |                     |                      | 1 (3)                | április 21. – Kaduna |               |               |               |                     |                     |                     |  |  |       |       |       |
|  | A2                          | Nigéria          | 1 (5)                |                     |                      |                      |                      |               |               |               |                     |                     |                     |  |  |       |       |       |
|  | A2                          | Nigéria          | 1 (5)                |                     |                      | Mali                 | Mali                 | 1             |               |               |                     |                     |                     |  |  |       |       |       |
|  | április 15. – Port Harcourt |                  |                      |                     |                      | Mali                 | Mali                 | 1             |               |               |                     |                     |                     |  |  |       |       |       |
|  |                             |                  | Spanyolország        | Spanyolország       | 3                    |                      |                      | Bronzmérkőzés | Bronzmérkőzés | Bronzmérkőzés |                     |                     |                     |  |  |       |       |       |
|  | F1                          | Spanyolország    | Spanyolország        | Spanyolország       | 3                    | 3                    |                      |               |               | Bronzmérkőzés |                     |                     |                     |  |  |       |       |       |
|  | F1                          | Spanyolország    |                      |                     | április 18. – Kaduna | április 18. – Kaduna | április 18. – Kaduna |               |               |               | április 24. – Lagos | április 24. – Lagos | április 24. – Lagos |  |  |       |       |       |
|  | E2                          | Egyesült Államok | 2                    |                     | április 18. – Kaduna | április 18. – Kaduna | április 18. – Kaduna |               |               |               | április 24. – Lagos | április 24. – Lagos | április 24. – Lagos |  |  |       |       |       |
|  | E2                          | Egyesült Államok | 2                    |                     |                      | Spanyolország        | Spanyolország        | 1 (8)         | Uruguay       | Uruguay       | 0                   |                     |                     |  |  |       |       |       |
|  | április 14. – Kaduna        |                  |                      |                     |                      | Spanyolország        | Spanyolország        | 1 (8)         | Uruguay       | Uruguay       | 0                   |                     |                     |  |  |       |       |       |
|  |                             |                  | Ghána                | Ghána               | 1 (7)                |                      |                      | Mali          | Mali          | 1             |                     |                     |                     |  |  |       |       |       |
|  | B1                          | Ghána            | Ghána                | Ghána               | 1 (7)                | 2                    |                      | Mali          | Mali          | 1             |                     |                     |                     |  |  |       |       |       |
|  | B1                          | Ghána            |                      |                     |                      |                      |                      |               |               |               |                     |                     |                     |  |  |       |       |       |
|  | ACD3                        | Costa Rica       | 0                    |                     |                      |                      |                      |               |               |               |                     |                     |                     |  |  |       |       |       |
|  | ACD3                        | Costa Rica       | 0                    |                     |                      |                      |                      |               |               |               |                     |                     |                     |  |  |       |       |       |

### Nyolcaddöntők
| 1999. április 14. 16:00 |

| Írország      | 1–1 (h. u.)                 | Nigéria    |
| ------------- | --------------------------- | ---------- |
| Sadlier 35'   | (1–0, 1–1, 1–1) Jegyzőkönyv | Ikedia 70' |
| Büntetőpárbaj |                             |            |
|               | 3–5                         |            |

| Sani Abacha Stadium, Kano Nézőszám: 20 000 Játékvezető: Lu Csün (kínai) |

| 1999. április 14. 16:00 |

| Ghána                       | 2–0               | Costa Rica |
| --------------------------- | ----------------- | ---------- |
| Afriyie 18' Ofori-Quaye 82' | (1–0) Jegyzőkönyv |            |

| Ahmadou Bello Stadion, Kaduna Nézőszám: 1000 Játékvezető: Arturo Dauden Ibáñez (spanyol) |

| 1999. április 14. 19:00 |

| Paraguay                      | 2–2 (h. u.)                 | Uruguay                  |
| ----------------------------- | --------------------------- | ------------------------ |
| Santa Cruz 62' (11-esből) 86' | (0–1, 2–2, 2–2) Jegyzőkönyv | Chevantón 32' Forlán 49' |
| Büntetőpárbaj                 |                             |                          |
|                               | 9–10                        |                          |

| National Stadium, Lagos Nézőszám: 1500 Játékvezető: Felipe Ramos (mexikói) |

| 1999. április 14. 19:00 |

| Brazília                                                             | 4–0               | Horvátország |
| -------------------------------------------------------------------- | ----------------- | ------------ |
| Ronaldinho 21' (11-esből) 45' Fernando Baiano 48' (11-esből) Edu 68' | (2–0) Jegyzőkönyv |              |

| U.J. Esuene Stadium, Calabar Nézőszám: 12 000 Játékvezető: Ahmad Nabil Ayad (libanoni) |

| 1999. április 15. 16:00 |

| Japán         | 1–1 (h. u.)                 | Portugália        |
| ------------- | --------------------------- | ----------------- |
| Endó 48'      | (0–0, 1–1, 1–1) Jegyzőkönyv | Marco Claudio 80' |
| Büntetőpárbaj |                             |                   |
|               | 5–4                         |                   |

| Abubarkar Tafawa Balewa Stadium, Bauchi Nézőszám: 8000 Játékvezető: Mohammed Kezzáz (marokkói) |

| 1999. április 15. 16:00 |

| Spanyolország          | 3–2               | Egyesült Államok |
| ---------------------- | ----------------- | ---------------- |
| Pablo 15' 32' Xavi 19' | (3–0) Jegyzőkönyv | Twellman 49' 90' |

| Liberation Stadium, Port Harcourt Nézőszám: 15 600 Játékvezető: Carlos Simon (brazil) |

| 1999. április 15. 19:00 |

| Mexikó                                                       | 4–1               | Argentína    |
| ------------------------------------------------------------ | ----------------- | ------------ |
| Osorno 52' E. Rodríguez 55' J. Rodríguez 67' L. González 88' | (0–1) Jegyzőkönyv | Galletti 41' |

| Liberty Stadium, Ibadan Nézőszám: 16 000 Játékvezető: Siarhei Shmolik (fehérorosz) |

| 1999. április 15. 19:00 |

| Mali                                             | 5–4 (h. u.)                 | Kamerun                            |
| ------------------------------------------------ | --------------------------- | ---------------------------------- |
| Ndiaye 9' Bagayoko 67' Camara 83' Dissa 90' 104' | (1–3, 4–4, 5–4) Jegyzőkönyv | Komol 10' 74' M’bami 23' Kioyo 26' |

| Nnamdi Azikiwe Stadium, Enugu Nézőszám: 4000 Játékvezető: Ángel Sánchez (argentin) |

### Negyeddöntők
| 1999. április 18. 16:00 |

| Uruguay                            | 2–1               | Brazília            |
| ---------------------------------- | ----------------- | ------------------- |
| Anchen 44' Canobbio 86' (11-esből) | (1–1) Jegyzőkönyv | Fernando Baiano 27' |

| National Stadium, Lagos Nézőszám: 10 000 Játékvezető: Mourad Daami (tunéziai) |

| 1999. április 18. 16:00 |

| Mali                       | 3–1               | Nigéria   |
| -------------------------- | ----------------- | --------- |
| Bagayoko 1' 72' Diarra 44' | (2–1) Jegyzőkönyv | Garba 17' |

| Nnamdi Azikiwe Stadium, Enugu Nézőszám: 22 000 Játékvezető: Siarhei Shmolik (fehérorosz) |

| 1999. április 18. 19:00 |

| Japán               | 2–0               | Mexikó |
| ------------------- | ----------------- | ------ |
| Motojama 4' Ono 24' | (2–0) Jegyzőkönyv |        |

| Liberty Stadium, Ibadan Nézőszám: 17 000 Játékvezető: Claus Bo Larsen (dán) |

| 1999. április 18. 19:00 |

| Spanyolország          | 1–1 (h. u.)                 | Ghána           |
| ---------------------- | --------------------------- | --------------- |
| Barkero 54' (11-esből) | (0–0, 1–1, 1–1) Jegyzőkönyv | Ofori-Quaye 90' |
| Büntetőpárbaj          |                             |                 |
|                        | 8–7                         |                 |

| Ahmadou Bello Stadion, Kaduna Nézőszám: 19 000 Játékvezető: William Mattus (costa rica-i) |

### Elődöntők
| 1999. április 21. 16:00 |

| Mali      | 1–3               | Spanyolország          |
| --------- | ----------------- | ---------------------- |
| Dissa 52' | (0–2) Jegyzőkönyv | Varela 2' 26' Xavi 90' |

| Ahmadou Bello Stadion, Kaduna Nézőszám: 6000 Játékvezető: Lu Csün (kínai) |

| 1999. április 21. 19:00 |

| Uruguay       | 1–2               | Japán                  |
| ------------- | ----------------- | ---------------------- |
| Chevantón 24' | (1–2) Jegyzőkönyv | Takahara 23' Nagai 35' |

| National Stadium, Lagos Nézőszám: 8000 Játékvezető: Simon Micallef (ausztrál) |

### Bronzmérkőzés
| 1999. április 24. 14:00 |

| Uruguay | 0–1               | Mali      |
| ------- | ----------------- | --------- |
|         | (0–1) Jegyzőkönyv | Keita 30' |

| National Stadium, Lagos Nézőszám: 35 000 Játékvezető: Željko Širić (horvát) |

### Döntő
| 1999. április 24. 17:00 |

| Japán | 0–4               | Spanyolország                      |
| ----- | ----------------- | ---------------------------------- |
|       | (0–3) Jegyzőkönyv | Barkero 5' Pablo 14' 30' Gabri 51' |

| National Stadium, Lagos Nézőszám: 38 000 Játékvezető: Ángel Sánchez (argentin) |

## Díjak
| Az 1999-es ifjúsági labdarúgó-világbajnokság győztese |
| ----------------------------------------------------- |
| · Spanyolország · 1. cím                              |

| 2. helyezett | 3. helyezett | 4. helyezett |
| ------------ | ------------ | ------------ |
| Japán        | Mali         | Uruguay      |

| Golden Shoe | Golden Ball  | FIFA Fair Play Díj |
| ----------- | ------------ | ------------------ |
| Pablo       | Seydou Keita | Horvátország       |

## Gólszerzők
5 gólos
- Pablo
- Mahamadou Dissa

## Végeredmény
Az első négy helyezett utáni sorrend nem tekinthető hivatalosnak, mivel ezekért a helyekért nem játszottak mérkőzéseket. Ezért e helyezések meghatározásához az alábbiak lettek figyelembe véve:
1. több szerzett pont (a 11-esekkel eldöntött találkozók a hosszabbítást követő eredménnyel, döntetlenként vannak feltüntetve)
2. jobb gólkülönbség
3. több szerzett gól

A hazai csapat eltérő háttérszínnel kiemelve.
| Helyezés | Nemzet           | M | Gy | D | V | G+ | G– | Gk  | P  |
| -------- | ---------------- | - | -- | - | - | -- | -- | --- | -- |
| Arany    | Spanyolország    | 7 | 5  | 2 | 0 | 16 | 5  | +11 | 17 |
| Ezüst    | Japán            | 7 | 4  | 1 | 2 | 11 | 9  | +2  | 13 |
| Bronz    | Mali             | 7 | 5  | 0 | 2 | 16 | 14 | +2  | 15 |
| 4.       | Uruguay          | 7 | 2  | 2 | 3 | 7  | 8  | –1  | 8  |
|          |                  |   |    |   |   |    |    |     |    |
| 5.       | Ghána            | 5 | 3  | 2 | 0 | 8  | 2  | +6  | 11 |
| 6.       | Mexikó           | 5 | 3  | 1 | 1 | 9  | 5  | +4  | 10 |
| 7.       | Brazília         | 5 | 3  | 0 | 2 | 13 | 5  | +8  | 9  |
| 8.       | Nigéria          | 5 | 1  | 2 | 2 | 6  | 7  | –1  | 5  |
|          |                  |   |    |   |   |    |    |     |    |
| 9.       | Írország         | 4 | 2  | 1 | 1 | 7  | 2  | +5  | 7  |
| 10.      | Paraguay         | 4 | 2  | 1 | 1 | 7  | 8  | –1  | 7  |
| 11.      | Egyesült Államok | 4 | 2  | 0 | 2 | 7  | 7  | 0   | 6  |
| 12.      | Kamerun          | 4 | 2  | 0 | 2 | 8  | 9  | –1  | 6  |
| 13.      | Portugália       | 4 | 1  | 2 | 1 | 5  | 4  | +1  | 5  |
| 14.      | Horvátország     | 4 | 1  | 2 | 1 | 6  | 6  | 0   | 5  |
| 15.      | Costa Rica       | 4 | 1  | 1 | 2 | 4  | 7  | –3  | 4  |
| 16.      | Argentína        | 4 | 1  | 1 | 2 | 2  | 5  | –3  | 4  |
|          |                  |   |    |   |   |    |    |     |    |
| 17.      | Zambia           | 3 | 1  | 1 | 1 | 5  | 8  | –3  | 4  |
| 18.      | Németország      | 3 | 1  | 0 | 2 | 5  | 4  | +1  | 3  |
| 19.      | Dél-Korea        | 3 | 1  | 0 | 2 | 5  | 6  | –1  | 3  |
| 20.      | Ausztrália       | 3 | 1  | 0 | 2 | 4  | 8  | –4  | 3  |
| 21.      | Szaúd-Arábia     | 3 | 0  | 1 | 2 | 2  | 6  | –4  | 1  |
| 22.      | Anglia           | 3 | 0  | 0 | 3 | 0  | 4  | –4  | 0  |
| 23.      | Honduras         | 3 | 0  | 0 | 3 | 4  | 10 | –6  | 0  |
| 24.      | Kazahsztán       | 3 | 0  | 0 | 3 | 1  | 9  | –8  | 0  |